# نقاشی‌های زرد
«نقاشی‌های زرد» (به انگلیسی: Paintings in Yellow) آلبومی از هنرمند اهل آلمان ساندرا کرتو است که در سال ۱۹۹۰ میلادی منتشر شد.